# Агиар, Луис
Луи́с Берна́рдо Агиа́р Бу́ргос (исп. Luís Bernardo Aguiar Burgos; род. 17 ноября 1985[…], Мерседес) — уругвайский футболист, атакующий полузащитник.

## Биография
Луис Агиар начал свою футбольную карьеру в клубе «Ливерпуль» из Монтевидео. В основной команде «Ливерпуля» Луис дебютировал в возрасте 17 лет. С 2003 по 2006 год Агиар провёл в чемпионате Уругвая 35 матчей и забил 3 гола. В 2006 году Луис на правах аренды перешёл в чилийский «Универсидад» из Консепсьона, в котором забил 9 мячей в 31 матче. После возвращения в «Ливерпуль» Агиар в чемпионате Уругвая сезона 2006/07 провёл 15 матчей, в которых отличился двумя забитыми голами. В том же году Агиар перешёл в португальский «Порту»; спустя два месяца, не сыграв ни одного матча за «Порту», Агиар был отдан в аренду амадорской «Эштреле». В январе 2008 года Луис был вновь отдан в аренду, в «Академику» из Коимбры. В составе «Академики» 11 апреля 2008 года Луис отметился голом в ворота «Бенфики», матч завершился победой «Академики» со счётом 3:0. В своём первом сезоне в чемпионате Португалии Агиар за «Эштрелу» и «Академику» провёл 18 матчей, забил 1 гол, отметился 6 голевыми передачами.
В июле 2008 года Агиар подписал контракт с клубом «Брага»; имел предложения от ряда других клубов из Испании и Португалии. В составе «Спортинга» Агиар забил 4 гола в 27 матчах чемпионата, также отдал шесть голевых передач. В еврокубках Агиар вместе с клубом смог дойти до 1/8 финала Кубка УЕФА сезона 2008/09, в котором португальский клуб уступил в двухматчевом противостоянии французскому ПСЖ с общим счётом 1:0. В Кубке УЕФА 2008/2009 Агиар смог забить 6 мячей в 10 матчах, также отдав одну голевую передачу.
1 июня 2009 года Луис подписал четырёхлетний контракт с московским «Динамо», сумма трансфера составила 2,5 млн евро. Дебютировал за «Динамо» 2 августа в матче против «Химок», отметившись голом.
16 января 2010 года было сообщено о возвращении Агиара в «Спортинг» из Браги на правах аренды до конца мая 2010 года. 5 августа 2010 года игрок повторно отдан в годичную аренду в клуб из Браги без права последующего выкупа. В начале 2011 года перешёл в «Пеньяроль» также на правах аренды. В июле 2011 года игрок расторг контракт с «Динамо» и на правах свободного агента подписал контракт с лиссабонским «Спортингом» сроком на 4 года.
После успешного сезона, проведённого в 2017 году в перуанской «Альянсе», Агиар вернулся на родину, на этот раз присоединившись к «Насьоналю». Дебютировал за «трёхцветных» 26 января 2018 года в матче за Суперкубок Уругвая против своей бывшей команды — «Пеньяроля». Насьональ проиграл со счётом 1:3.
Старший брат Луиса Карлос — также профессиональный футболист.

## Достижения
- Чемпион Уругвая (1): 2015/16
- Вице-чемпион Уругвая (1): 2014/15
- Финалист Кубка Либертадорес (1): 2011